# Kroppetjärnet (Tisselskogs socken, Dalsland)
Kroppetjärnet är en sjö i Bengtsfors kommun i Dalsland och ingår i Göta älvs huvudavrinningsområde.